# Pajusaari (ö i Jämsä, Edessalo)
Pajusaari är en liten ö i Finland. Den ligger i sjön Päijänne och i kommunen Jämsä i den ekonomiska regionen  Jämsä  och landskapet Mellersta Finland, i den södra delen av landet, 180 km norr om huvudstaden Helsingfors. Öns area är 2,4 hektar och dess största längd är 290 meter i nord-sydlig riktning.